# Debora van der Hoorn
Debora "Bora" van der Hoorn (Ter Aar, 1927) is een Nederlands schaatsster. Zij was in 1947 de eerste winnares van de klassiek geworden Ronde van Loosdrecht over 120 kilometer.
Die strenge winter, toen het schaatsen als wedstrijdsport voor vrouwen op gang begon te komen, zou ze ook in de daarop volgende wedstrijden met een landelijk - met name Hollands en Fries - deelnemersveld op natuurijs, waar ze aan de start kon verschijnen als eerste eindigen. Dat kunnen vertrekken was niet zo vanzelfsprekend, want er waren zo net na de oorlog nog slechts enkele automobielen in het dorp Langeraar en de mannelijke rijders, zoals haar broer Jan W. van der Hoorn en haar beide neven Hein en Wim Vermeulen, gingen als vanzelfsprekend voor.
In de Elfstedentocht 1947, die een week na de Ronde van Loosdrecht werd gehouden, was ze een van de zes vrouwen die de toer konden volbrengen.